# Убийство!
«Убийство!» (англ. Murder!, 1930) — художественный фильм режиссёра Альфреда Хичкока, экранизация романа Клеманс Дейн и Хелен Симпсон «В дело вступает сэр Джон» (Enter Sir John).

## Сюжет
В зверском убийстве примы драматического театра Эдны подозревают её приятельницу актрису Диану Баринг (Нора Баринг). Все улики против неё: тело жертвы обнаруживают в комнате, в которой сидела Диана. Рядом с ней находилось орудие убийства — кочерга, платье Дианы выпачкано в крови, рядом на столе — совершенно пустая бутылка брэнди на столе. По словам хозяйки квартиры, где произошло преступление, ничего кроме громких женских голосов из комнаты не было слышно. Подозреваемая повторяет следствию и присяжным, что она действительно пришла к Эдне на разговор, но большую часть беседы с ней абсолютно не помнит. Обвинение же полагает, что Диана совершила убийство под влиянием выпитой ею бутылки брэнди и личной неприязни, банальной зависти к более удачливой актрисе. Присяжные удаляются на совещание, и лишь три голоса возражают против её виновности. Среди тех, кто полагал, что она невиновна, был известный актер сэр Джон Меньер (Герберт Маршалл). Но и он, поддавшись общему настроению присяжных, подписывается под обвинительным вердиктом. Диану ждет виселица. Тень сомнения сэра Джона заставляет его начать поиски мотива преступления, и он пытается восстановить картину последних секунд жизни Эдны.

## В ролях
- Герберт Маршалл — сэр Джон Менье
- Нора Баринг — Диана Баринг
- Филлис Констэм — Дуси Маркхэм
- Эдвард Чепмен — Тед Маркхэм
- Эсми Перси — Хэндел Фэйн
- Майлз Мэндер — Гордон Дрюс
- Дональд Колтроп — Айон Стюарт
- Уна О’Коннор — миссис Грограм

## Художественные особенности
Один из ранних звуковых детективов Альфреда Хичкока. Новаторство Хичкока проявилось в том, что впервые в кино за кадром были озвучены мысли героя. Ещё один примечательный прием: камера показывает комнату, где только что присяжные вынесли вердикт, но зритель слышит голос судьи из зала заседания, объявляющего виновность Дианы. Великолепная работа оператора Джека Кокса, работавшего впоследствии с Хичкоком и в других лентах, включая «Леди исчезает», тонкий психологический выбор музыкального сопровождения (фрагментов Пятой симфонии Бетховена и прелюдии к «Тристану и Изольде» Вагнера, равно как и оригинальная музыка не включенного в титры композитора Джона Рейндерса), актерская работа — все это делает фильм примечательным не только для поклонников Хичкока.
По детективной структуре этот фильм — один из редких «whodunit» в фильмографии Хичкока (от англ. «who's done it» — «кто это сделал»; сюжет, основанный на ожидании финального разоблачения преступника).
Морис Яковар в книге «Британские фильмы Хичкока» (Maurice Yakowar, Hitchcock's British Films, Archon Books, Connecticut, 1977), отмечал, что в романе-первоисточнике Фейн был гомосексуалистом. Хичкок делает его метисом: тем самым он должен вызывать неприязнь у Дианы, выросшей в Индии (чем Хичкок щадит не только общественные нравы, но и тайну души его героя). Из тех же побуждений любовь сэра Джона к Диане так и не будет конкретно обозначена.

## Интересные факты
- Это была первая роль Герберта Маршалла в звуковом кино[2].
- «…В фильме есть эпизод, когда Герберт Маршалл во время бритья слушает по радио музыку… В студии, позади декорации ванной комнаты располагался оркестр из тридцати человек. Звук ведь записывался тогда синхронно, в момент съемки, прямо на площадке.…» (Альфред Хичкок[2])
- Существует также немецкоязычная версия фильма под названием Мэри (Mary, 1931), одновременно снимавшаяся Хичкоком с Альфредом Абелем в главной роли (чья требовательность, по свидетельству Хичкока, существенно осложнила съемочный процесс)[1].